# ذى الحود (السدة)

تعديل مصدري - تعديل

ذى الحود محلة تابعة لقرية بيت الرداعي، التابعة لعزلة وادي الحبالي بمديرية السدة إحدى مديريات محافظة إب في الجمهورية اليمنية.، بلغ تعداد سكانها 29 حسب تعداد اليمن لعام 2004.